# 山梨県総合交通センター

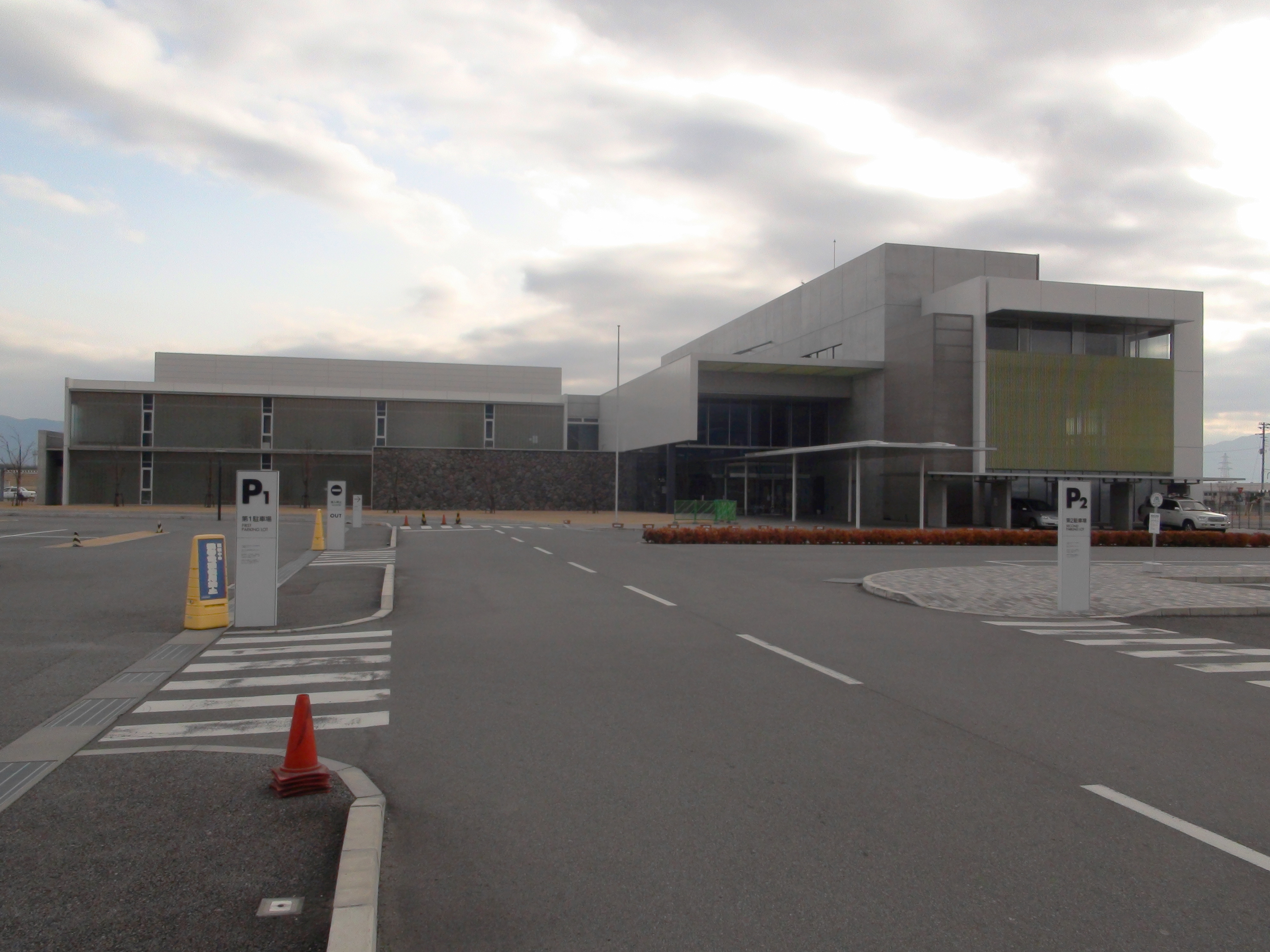
山梨県総合交通センター

山梨県総合交通センター（やまなしけんそうごうこうつうセンター）は、山梨県警察が管理する唯一の運転免許試験場である。
かつては旧八田村に運転免許センターがあったが、老朽化し、施設拡張も困難になったため、2006年3月5日現在地へ移転新設された。

## 所在地
山梨県南アルプス市下高砂825番地（山梨県道118号南アルプス甲斐線沿い）
北側に山梨自動車学校が隣接している。

## アクセス
南アルプス市に鉄道は通っていないため、バスもしくは自家用車によるアクセスとなる。

### バス
山梨交通
- 甲府駅より42・43・44・46・47・49のいずれかの系統に乗り、上今諏訪バス停で下車し、北へ徒歩15分ほど。
  - これらのバスは甲府駅バスターミナル1番乗り場から発車している。バス停からやや歩くが、上今諏訪までのバスの本数はわりと多い。
- 竜王新町バス停（竜王駅から南へ200m程）から34・35・39のいずれかの系統に乗り、信玄橋バス停で下車し、南へ徒歩15分ほど。
  - これらのバスは甲府駅（バスターミナル1番乗り場）からも乗車できる。ただし上今諏訪経由と比べ本数は少ない。
- 韮崎駅より35系統に乗り、信玄橋バス停で下車し、南へ徒歩15分ほど。

以前は甲府駅から竜王新町経由で交通センターへ向かう31系統があったが、南アルプス市コミュニティバスの運転開始と前後して廃止されている。
また、南アルプス市のコミュニティバスも2013年3月に一旦廃止。2015年10月に市内のみを循環し、交通センター前に停車するコミュニティーバスが運行開始されるが、山梨交通との接続はいいとは言えない。

#### 南アルプス市コミュニティバス
- JR中央本線の竜王駅より5号車八田・若草線に乗り、「免許センター」バス停で下車すぐ。（バス所要15分）
- JR身延線の東花輪駅より5号車八田・若草線に乗り、「免許センター」バス停で下車すぐ。（バス所要50分）

5号車八田・若草線は竜王駅と東花輪駅を結ぶ路線である。1日4往復と本数は少ないが、JR中央本線・JR身延線とは10分～20分以内での乗り継ぎができ、接続は良い。

### 自家用車
- 国道52号（旧道）より
  - 在家塚交差点を東に曲がりアルプス通りをしばらく直進。開国橋西交差点を左へ曲がる（開国橋は渡らない）。1kmほど進むと右側に当センターがある。
- 甲府市街地より
  - アルプス通りを南アルプス市方面へ進む。開国橋西交差点を右へ曲がり1kmほど進むと右側に当センターがある。

### タクシー
- タクシーでは竜王駅から10分1500円程度。免許失効関連の手続きの場合は月曜日から金曜日(祝日・年末年始の休日を除く)受付時間13時から13時半の間に行かなければならないので注意が必要。

その際写真は600円で撮影してもらえる。失効した免許証、本籍地記載の住民票、印鑑が主に必要となる。12時40分～50分に竜王駅からタクシーに乗れば、受付時間に十分間に合う。

## 周辺
周辺には、セブンイレブンやファミリーマートなどのコンビニエンスストアがいくつかある。
- 山梨県道118号南アルプス甲斐線

## 主な業務
運転免許証の更新や再発行、学科試験、停止・取消処分者や初心者向けの講習など。

## その他施設
正面玄関を入りすぐ右側に、交通安全の勉強や運転シミュレータなどが体験できる場所がある。